# فورد پی۷
فورد پی۷ (انگلیسی: Ford P7) مدلی از خودروهای سایز متوسط بود که از سال ۱۹۶۷ تا ۱۹۷۱ توسط فورد آلمان تولید شد. این خودرو به صورت سدان چهار در، کوپه دو در و استیشن واگن در دسترس بود. P7 دارای طراحی «بطری کوکا» با خط سقف منحنی مشخص و گلگیرهای برآمده بود. مدل پایه از یک موتور ۱٫۷ لیتری چهار سیلندر بهره می‌برد، در حالی که تریم‌های بالاتر را می‌توان به یک موتور ۲٫۰ لیتری چهار سیلندر یا ۲٫۳ لیتری V6 مجهز کرد. P7 به دلیل سواری راحت و فضای داخلی جادار مورد استقبال قرار گرفت، اما به اندازه مدل قبلی خود، فورد تانوس، محبوبیت نداشت. تولید P7 در سال ۱۹۷۱ به پایان رسید و فورد P7b جایگزین آن شد که دارای طراحی مربعی و طیف وسیع تری از گزینه‌های موتور بود.